# Франц, Николя
Николя Франц (люкс. Nicolas Frantz; 4 ноября 1899 — 8 ноября 1985) — люксембургский шоссейный велогонщик, двукратный победитель Тур де Франс, призёр чемпионатов мира, двенадцатикратный чемпион Люксембурга.

## Биография
Николя Франц родился в семье зажиточных фермеров, но не проявил интереса к семейному бизнесу, а занялся велосипедными гонками.
в 1923 году он стал профессионалом и выиграл свой первый чемпионат Люксембурга, победу на котором он никому не отдавал на протяжении всей своей карьеры, одержав на них 12 побед подряд.
В 1924 году Франц проехал первый в карьере Тур де Франс. Он одержал две победы на этапах и стал вторым в общем зачёте, проиграв чуть более 35 минут Оттавио Боттекье. В 1925 и 1926 годах люксембуржец завоёвывал по четыре победы на этапах «Большой петли», но в общем зачёте становился четвёртым и вторым соответственно.
В 1927 году Франц стал победителем Тур де Франс. Вплоть до 11 этапа, завершавшегося в Баньер-де-Люшон он шёл на втором месте, проигрывая бельгийцу Эктору Мартину 17 минут, но смог за один этап отыграть всё своё отставание, после чего уверенно защитил своё первенство вплоть до финиша в Париже. Итоговое преимущество над ближайшим конкурентом составило 1 час, 48 минут и 21 секунду.
Тур де Франс 1928 года стал полным бенефисом Николя Франца. Он выиграл первый этап, сразу же захватив лидерство в общем зачёте и жёлтую майку. Он бессменно пронёс её на своих плечах на протяжении всей гонки, став вторым после Боттекьи спортсменом, которому покорилось это достижение. Всего в рамках гонки Франц одержал пять побед, включая и заключительный этап с финишем на Елисейских полях.
В 1929 году Франц предпринимал попытку очередной защиты жёлтой майки, но несмотря на две победы стал только пятым. В последний раз на старт «Большой петли» люксембуржец вышел в 1932 году и занял в гонке скромное 45-е место, проиграв победившему Андре Ледюку четыре часа.
После окончания карьеры Николя Франц был руководителем люксембургской велокоманды с 1949 по 1957 год. Он оказал большое влияние на становление знаменитого Шарли Голя, победителя Тура 1958 года.

## Выступления на Гран-турах
|              | 1924 | 1925 | 1926 | 1927 | 1928 | 1929 | 1930 | 1931 | 1932 |
| Тур де Франс | 2    | 4    | 2    | 1    | 1    | 5    | —    | —    | 45   |
| Этапов       | 2    | 4    | 4    | 3    | 5    | 2    | —    | —    | 0    |